# Carence en vitamine D
 Mise en garde médicale
Une carence en vitamine D est un taux de vitamine D inférieur à la normale. Les symptômes peuvent inclure des douleurs musculaires, une faiblesse et des contractions musculaires, bien que la plupart des personnes carencées ne présentent aucun symptôme,. Chez les enfants, cela peut entraîner le rachitisme, une maladie dans laquelle les os ne se minéralisent pas correctement. Chez l'adulte, il peut en résulter une ostéomalacie, éventuellement accompagnée d'une hyperparathyroïdie, voire une ostéoporose, avec un risque accru de fractures osseuses,,. Alors que de faibles niveaux de vitamine D sont associés à de nombreuses autres conditions, il n'est pas clair si ces associations sont causales.

## Causes, traitement, incidence
Les causes de la carence en vitamine D comprennent une exposition insuffisante au soleil, une diminution de l'apport alimentaire, des problèmes rénaux, ou une diminution de l'absorption par l'intestin,. D'autres facteurs de risque incluent les maladies du foie et des certains troubles génétiques. Le diagnostic est fondé sur un taux sanguin de 25(OH)D moins de 50 à 75 nmol/L (20 à 30 ng/ml). Les tests de ceux qui ne présentent pas de symptômes n'ont pas d'avantage clair et ne sont donc pas recommandés,.
L'utilisation générale de suppléments de vitamine D n'est pas recommandée dès lors que les sujets ne sont pas considérés comme à risque (personnes vivant en établissement de santé, ou présentant une carence ou une ostéoporose). Le traitement des faibles niveaux repose généralement sur la vitamine D prise par voie orale. Les sources alimentaires comprennent les poissons gras, les champignons et les jaunes d'œufs,. Le lait et d'autres aliments peuvent être enrichis en vitamine D dans certaines régions du monde. Une carence en calcium et en phosphate peut également nécessiter une correction.
Environ 20 à 40 % des personnes souffrent d'une carence en vitamine D, tandis qu'une carence sévère survient chez 6 à 13 %. Toutefois, ceci est basé sur des tests sanguins plutôt que sur les effets négatifs associés sur la santé. Il survient plus fréquemment chez les jeunes et les personnes âgées. La carence en vitamine D, sous forme de rachitisme, est décrite depuis 1645. De plus, plusieurs analyses scientifiques menées par des épidémiologistes du cancer de renom, y compris Edward Giovannucci et Raphael E. Cuomo, ont montré que la carence en vitamine D augmente non seulement le risque de divers cancers, mais aggrave également les résultats chez les patients atteints de cancer,.